# Błotniarka (prasa)

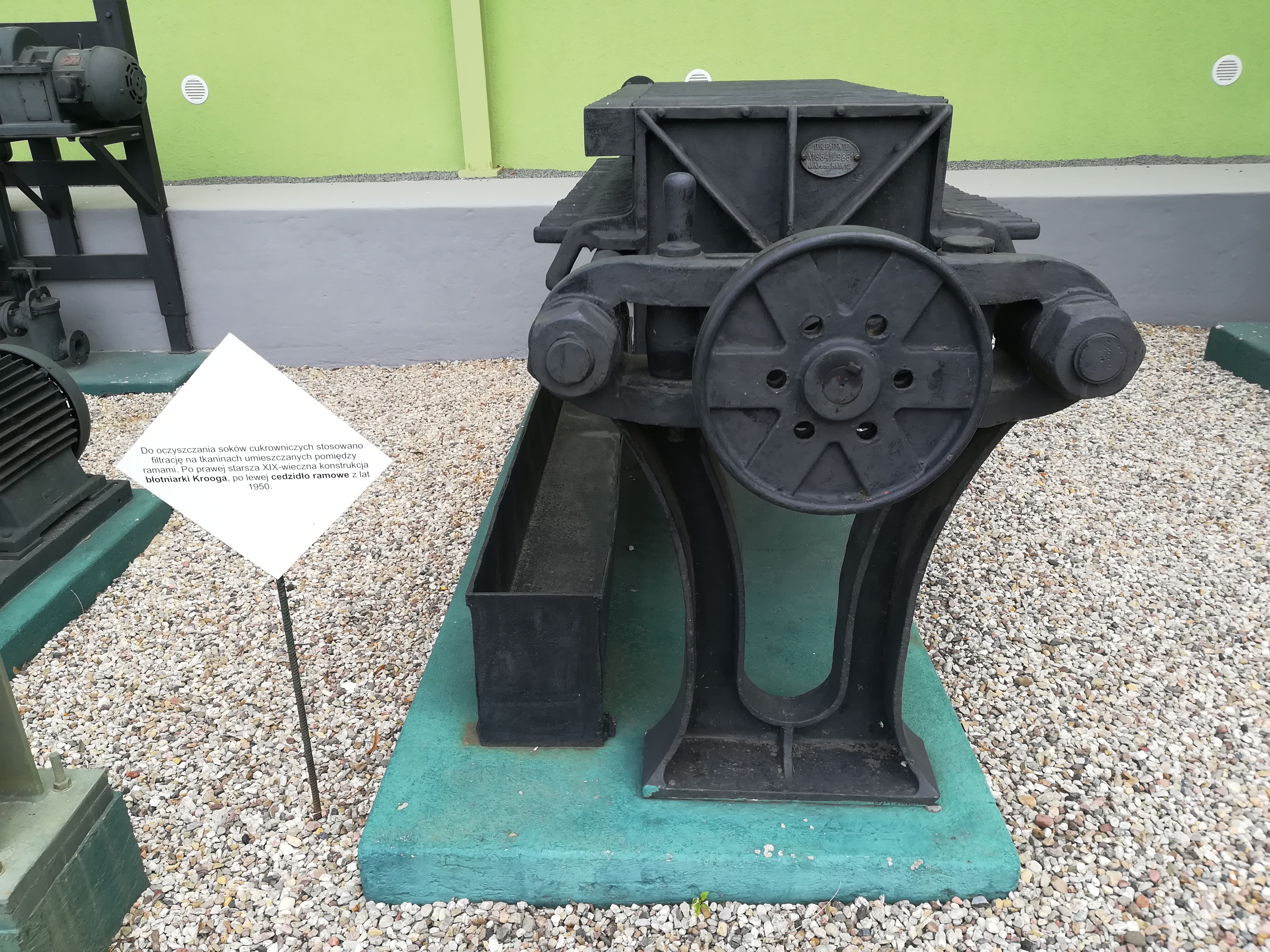
Błotniarka systemu Krooga w Muzeum Rolnictwa w Szreniawie

Błotniarka – ciśnieniowa prasa filtracyjna do odfiltrowywania soków cukrowych w cukrownictwie.
Błotniarki składają się z pionowych ram i płyt (do kilkunastu), które wykonane są z drewna lub metalu. Na ramy naciągnięte są tkaniny filtracyjne (przegrody). Płyn przeznaczony do filtracji pompowany jest pod ciśnieniem na przegrody, gdzie pozbywa się zawiesin i jest odprowadzany przez odpływ umieszczony pod każdą z przegród. Osad na poszczególnych ramach w miarę filtracji zwiększa swoją grubość, co powoduje, że rosną opory filtrowania i konieczne jest stopniowe zwiększanie ciśnienia napływu cieczy w miarę upływu czasu, aż do uzyskania maksymalnej dopuszczalnej wartości. Po jej osiągnięciu proces filtracji jest przerywany, a ramy czyszczone z osadów, umieszczane z powrotem na miejscu do rozpoczęcia kolejnego procesu filtracji.
Prasy tego typu są stosunkowo tanie i proste w obsłudze, a ich zastosowanie jest wszechstronne.